# Fiat CR.42
Fiat CR.42 Falco ( "Falcon") bio je lovački avion dvokrilac s jednim sjedalom. Služio je prvenstveno u talijanskoj Regia Aeronautici prije i tijekom Drugog svjetskog rata. Avion je proizveden u tvrtki Torina Firm. U manjem broju korišten je u zračnim snagama Belgije, Švedske i Mađarske. S više od 1.800 izgrađenih komada bio je najrašireniji talijanski avion u Drugom svjetskom ratu.

## Dizajn i razvoj
CR.42 dizajniran je na osnovi svog prethodnika, Fiata CR.32 koji je s velikim uspjehom sudjelovao u Španjolskom građanskom ratu. Dizajn je bio baziran na Fiat A.74R1C.38 zrakom hlađenim radijalnim motorom sa super-punjačem i s trokrakim metalnim Fiat-Hamilton Standard 3D.41-1 propelerom promjera 2,9 m. Gornje krilo je svojom površinom bilo veće od donjeg. a njihova konstrukcija od lakih legura duraluminija i čelika bila je prekrivena platnom. Avion je mogao postići brzinu do 438 km/h na visini od 5.300 m i 342 km/h pri zemlji. Visinu od 1.000 m avion je dostizao za 1 minutu i 25 sekundi a na visinu od 6.000 m popeo se za 7 minuta i 20 sekundi.  Iako dvokrilac, dizajn CR.42 s NACA oplatom motora i aerodinamičkim oblogama kotača glavnog podvozja smatrao se u to vrijeme modernim. Glavni nedostatak bilo je naoružanje i radio-oprema.
Tijekom razvoja CR.42 je bio uspoređivan s lovačkim dvokrilcem Caproni Ca.165 i smatrao se superiornijim unatoč capronijevom modernijem dizajnu i većoj brzini (na štetu manevarskih sposobnosti). Iako se era dvokrilaca bližila svom kraju mnoge zračne snage iskazale su interes za ovaj lovački avion te je Falcos isporučen u više stranih zemalja.
Ubrzo nakon njegova uvođenja u borbene misije, Fiat je razvio brojne inačice. Na CR.42bis i CR.42ter je povećana vatrena moć naoružanja a  CR.42N je bio noćni lovac. CR.42AS je prilagođen za napade na zemaljske ciljeve a CR.42B Biposto bio je školski avion s dva sjedala. Za smještaj dva sjedala u tandemu Bipostu je produžen trup za 68 cm. Visina je u odnosu na standardni lovac bila manja za 23 cm. Masa praznog aviona bila je veća za samo 40 kg. Ukupna masa bila je 2.300 kg a avion je mogao postići brzinu od 430 km/h (na 5.300 m visine). Proizvedeno je oko 40 aviona a do 1945. bili su opremljeni s dva mitraljeza.
I.CR.42 (Idrovolante=hidroavion) i CR.42DB bile su eksperimentalne konfiguracije. Fiat je na I.CR.42 radio od 1938. a zadatak za kompletiranje projekta predan je kasnije CMASA tvornici u Marina di Pisi na obali Tirenskog mora. 1940. godine izrađen je samo prototip ovog aviona. Testiranje je započelo 1941. godine u bazi Vigna di Valle na jezeru Bracciano. Avion je mogao postići brzinu od 423 km/h, dolet je bio 950 km a visina leta smanjena je na 9.000 m. Prazan avion bio je težak 1.850 kg.
Na CR.42DB pokušale su se poboljšati osobine ugradnjom Daimler-Benz DB 601 V12 motora od 753 kW (1.010 KS)). Prototip ove inačice poletio je u ožujku 1941. godine. Inačica bi mogla postići maksimalnu brzinu od 518 km /h, maksimalna visina leta bila bi 10.600 m a dolet 1.250 km. Projekt je otkazan jer dvokrilac nije ponudio nikakvu prednosti nad suvremenijim dizajnom lovaca s jednim krilom. Iako se nikada nije proizvodio, smatra se da bi ovaj avion bio najbrži dvokrilac koji je ikada letio.
Procjenjuje se da je izrađeno 1.819 CR.42 aviona, uključujući i 63 (51 prema nekim izvorima) proizvedenih pod kontrolom Luftwaffea i 140 proizvedenih za izvoz. 

## Inačice
- CR.42 - raniji CR.42 su bili naoružani s jednim 12,7 mm i jednim 7,7 mm mitraljezom. Na CR.42bis 7,7mm mitraljez je zamijenjen s drugim, 12,7mm.
- CR.42 Egeo - opremljen za egejsko kazalište, s dodatnim spremnikom za gorivo od 80 l u trupu.
- CR.42AS – ("Afriku Settentrionale") inačica za blisku zračnu podršku. Uz dva standardna 12,7 mm mitraljeza na avion ih se moglo dodati još dva. Na nosače ispod krila moglo se ovjesiti dvije bombe od po 50 kg. Na motor je bio ugrađen dodatni pročistač za sprečavanje štete koju bi mogao prouzročiti pijesak što bi dovelo do gubitka u snazi. U Sjevernoj Africi su motori bez tih pročistača bili oštećeni već nakon samo nekoliko sati uporabe.
- CR.42B - jedan avion opremljen s Daimler-Benz DB 601 motorom, procijenjena maksimalna brzina 518 km/h (također poznat kao CR.42DB).
- CR.42bis – ugrađeno standardno naoružanje od dva mitraljeza 12,7mm.
- CR.42CN - noćni lovac s reflektorima u gondolama ispod krila.
- CR.42ter – uz dva 12,7 mm mitraljeza dodana dva ispod krila.
- ICR.42 - eksperimentalna hidroavion, najveća brzina smanjena za samo 8 km/h unatoč povećanju mase za 124 kg.
- CR.42LW – inačica za noćno uznemiravanje, anti-partizanski avioni za Luftwaffe.
- CR.42 "Bombe Alari" - (neslužbeni ali često korišten naziv) modifikacija izrađena u SRAM-ovom servisnom centru. Avioni su prilagođeni za napade na zemaljske ciljeve. Ispod krila su ugrađeni nosači za 2 × 50 kg bombe iako su često vješane i bombe od 100 kg. Ista modifikacija je provedena na avionima Fiat G.50 i Macchi C.200.
- CR.42 dvosjed - nekoliko talijanskih CR.42 su modificirana u avion dvosjed za komunikaciju.
- CR.42DB - jedan CR.42 bio je opremljen s linijskim DB 601A motorom od 895 kW (1200 KS). Mogao je letjeti brzinom od 525 km/h.

## Tehničke karakteristike (CR.42)
Osnovne karakteristike
- posada: 1
- dužina: 8,25 m
- raspon krila: 
gornje krilo: 9,7m
donje krilo:6,5 m
- površina krila: 22,4 m2
- visina: 3,585 m

Letne karakteristike
- najveća brzina: 441 km/h
- ekonomska brzina: 399 km/h
- dolet: 780 km
- brzina penjanja: 11,8 m/s
- najveća visina leta: 10.210 m
- specifično opterećenje krila: 102 kg/m2
- motor: 1× Fiat A.74 RIC38 radialni, zrakom hlađeni motor s 14 cilindara